# Calvià (gemeente)
Calvià is een gemeente in de Spaanse provincie en regio Balearen met een oppervlakte van 145 km². Calvià heeft 49.580 inwoners (1 januari 2016). De gemeente ligt op het eiland Mallorca.

## Plaatsen in de gemeente
Inwonertal (totaal in woonkern / inclusief landelijk gebied)
- Badia de Palma (685 / 685 inwoners)
- Calvià (2041 / 2311 inwoners)
- Cas Català - Ses Illetes (3436 / 3436 inwoners)
- Castell de Bendinat (511 / 511 inwoners)
- Costa d'en Blanes (1995 / 1995 inwoners)
- Costa de sa Calma (1546 / 1546 inwoners)
- El Toro (2221 / 2221 inwoners)
- Es Capdellà (887 / 962 inwoners)
- Galatzò (1548 / 1574 inwoners)
- Magaluf (3976 / 3981 inwoners)
- Palmanova (6487 / 6503 inwoners)
- Peguera (3762 / 3762 inwoners)
- Portals Nous (2512 / 2512 inwoners)
- Portals Vells (36 / 36 inwoners)
- Santa Ponça (9776 / 9776 inwoners)
- Sa Porrassa (121 / 121 inwoners)
- Sol de Mallorca (512 / 512 inwoners)
- Son Ferrer (5489 / 5490 inwoners)

## Demografische ontwikkeling
Bron: INE; 1857-2011: volkstellingen